# 米歇爾角
64°13′S 62°3′W / 64.217°S 62.050°W
米歇爾角（英語：Mitchell Point）是南極洲的海岬，位於帕默群島的布拉班特島東岸，是希爾灣入口處的南部，根據英國公司拍據的照片被繪入地圖，並以美國神經內科專家命名。